# لوکا شولیچ
لوکا شولیچ (اسلواکی: Luka Šulić؛ زادهٔ ۲۵ اوت ۱۹۸۷)، نوازنده ویلونسل و موسیقی‌دان اهل اسلوونی است.
وی به همراه استپان هاوزر، یکی از اعضای گروه 2CELLOS است.